# Marsdenija
Marsdenija (lat. Marsdenia), rod vazdazelenih penjačica i grmova iz porodice zimzelenovki. Pripada mu preko 330 vrsta u suptropskoj tropskoj Americi, Aziji, Africi i Australiji.

## Vrste
1. Marsdenia abyssinica (Hochst.) Schltr.
2. Marsdenia altissima (Jacq.) Dugand
3. Marsdenia ambuntiensis P.I.Forst.
4. Marsdenia amorimii Morillo
5. Marsdenia amylacea (Barb.Rodr.) Malme
6. Marsdenia angolensis N.E.Br.
7. Marsdenia angustata P.I.Forst.
8. Marsdenia arachnoidea Schltr.
9. Marsdenia araujacea F.Muell.
10. Marsdenia archboldiana P.I.Forst.
11. Marsdenia arfakensis P.I.Forst.
12. Marsdenia argentata P.I.Forst.
13. Marsdenia argillicola P.I.Forst.
14. Marsdenia asclepioidea Rusby
15. Marsdenia asplundii Morillo & D.L.Spellman
16. Marsdenia assimulata S.Moore
17. Marsdenia astephanoides (A.Gray) Woodson
18. Marsdenia australis (R.Br.) Druce
19. Marsdenia balansae Baill.
20. Marsdenia barbata Collett & Hemsl.
21. Marsdenia beatricis Morillo
22. Marsdenia belensis P.I.Forst.
23. Marsdenia bergii Morillo
24. Marsdenia billardierei Decne.
25. Marsdenia bilobata P.I.Forst.
26. Marsdenia bliriensis P.I.Forst.
27. Marsdenia bourgaeana (Baill.) W.Rothe
28. Marsdenia brachyloba M.G.Gilbert & P.T.Li
29. Marsdenia brasiliensis Decne.
30. Marsdenia brassii P.I.Forst.
31. Marsdenia brevifolia (Benth.) P.I.Forst.
32. Marsdenia breviramosa Rapini & Fontella
33. Marsdenia brevis P.I.Forst.
34. Marsdenia brevisquama Jum. & H.Perrier
35. Marsdenia brunnea P.I.Forst.
36. Marsdenia brunoniana Wight & Arn.
37. Marsdenia caatingae Morillo
38. Marsdenia calcicola Kerr
39. Marsdenia calesiana Wight
40. Marsdenia calichicola Carnevali & Juárez-Jaimes
41. Marsdenia callosa Juárez-Jaimes & W.D.Stevens
42. Marsdenia cardozoi Morillo
43. Marsdenia carnosa Lace
44. Marsdenia carrii P.I.Forst.
45. Marsdenia carterae W.D.Stevens & Juárez-Jaimes
46. Marsdenia carvalhoi Morillo & Carnevali
47. Marsdenia castillonii Lillo ex T.Mey.
48. Marsdenia cavaleriei (H.Lév.) Hand.-Mazz. ex Woodson
49. Marsdenia celebica (Miq.) Boerl.
50. Marsdenia clausa R.Br.
51. Marsdenia colombiana Morillo
52. Marsdenia condensiflora S.F.Blake
53. Marsdenia connivens P.I.Forst.
54. Marsdenia cordifolia Choux
55. Marsdenia coronata Benth.
56. Marsdenia coulteri Hemsl.
57. Marsdenia crassipes Hemsl.
58. Marsdenia cremea P.I.Forst.
59. Marsdenia crinita Oliv.
60. Marsdenia crocea (Zipp. ex Span.) Hook.f. ex Boerl.
61. Marsdenia cryptostemma Choux
62. Marsdenia cubensis Turcz.
63. Marsdenia cuixmalensis Juárez-Jaimes & L.O.Alvarado
64. Marsdenia cundurango Rchb.f.
65. Marsdenia cyanescens Costantin
66. Marsdenia cymulosa Benth.
67. Marsdenia cynanchoides Schltr.
68. Marsdenia destituta P.I.Forst.
69. Marsdenia dictyophylla Urb.
70. Marsdenia dischidioides P.I.Forst.
71. Marsdenia dissitiflora (Ridl.) P.I.Forst.
72. Marsdenia divisicola P.I.Forst.
73. Marsdenia dognyensis Guillaumin
74. Marsdenia dorothyae Fontella & Morillo
75. Marsdenia dressleri Spellman
76. Marsdenia dussii Schltr.
77. Marsdenia ecuadorensis Morillo & D.L.Spellman
78. Marsdenia edulis S.Watson
79. Marsdenia egregia P.I.Forst.
80. Marsdenia ekmanii Alain
81. Marsdenia elephantina Schltr.
82. Marsdenia elliptica Decne.
83. Marsdenia engleriana W.Rothe
84. Marsdenia ericoides Schltr.
85. Marsdenia eriocarpa Hook.f.
86. Marsdenia eriocaulis Kerr
87. Marsdenia exellii C.Norman
88. Marsdenia faulknerae (Bullock) Omlor
89. Marsdenia ferreyrae Morillo
90. Marsdenia flavescens A.Cunn. ex Hook.
91. Marsdenia flavida P.I.Forst.
92. Marsdenia fontella Morillo & Carnevali
93. Marsdenia formosana Masam.
94. Marsdenia forsteri I.M.Turner
95. Marsdenia fraseri Benth.
96. Marsdenia fruticosa (Donn.Sm.) W.D.Stevens
97. Marsdenia fulva Schltr.
98. Marsdenia fusca C.Wright ex Griseb.
99. Marsdenia gallardoae Lozada-Pérez
100. Marsdenia gazensis S.Moore
101. Marsdenia geminata (R.Br.) P.I.Forst.
102. Marsdenia gilgiana W.Rothe
103. Marsdenia gillespieae Morillo
104. Marsdenia glabra Costantin
105. Marsdenia glabrata Schltr.
106. Marsdenia glandulifera C.T.White
107. Marsdenia glaziovii (E.Fourn.) Spellman & Morillo
108. Marsdenia globosa P.I.Forst.
109. Marsdenia glomerata Tsiang
110. Marsdenia gonoloboides Schltr.
111. Marsdenia grandis P.I.Forst.
112. Marsdenia graniticola P.I.Forst.
113. Marsdenia griffithii Hook.f.
114. Marsdenia gualanensis Donn.Sm.
115. Marsdenia guanchezii Morillo
116. Marsdenia guaranitica Malme
117. Marsdenia guillauminiana (P.T.Li) Meve, Gâteblé & Liede
118. Marsdenia gymnemoides W.Rothe
119. Marsdenia gymnemopsis Omlor
120. Marsdenia hainanensis Tsiang
121. Marsdenia haitiensis Urb.
122. Marsdenia hamata P.I.Forst.
123. Marsdenia hamiltonii Wight
124. Marsdenia harmandiella Omlor
125. Marsdenia hassleriana Malme
126. Marsdenia hatschbachii Morillo
127. Marsdenia hemiptera Rchb.f.
128. Marsdenia heringeri Fontella
129. Marsdenia heterophylla (E.Fourn.) W.Rothe
130. Marsdenia hilariana E.Fourn.
131. Marsdenia hiriartiana Juárez-Jaimes & W.D.Stevens
132. Marsdenia hirta (Ridl.) P.I.Forst.
133. Marsdenia incisa P.T.Li & Y.H.Li
134. Marsdenia iriomotensis Masam.
135. Marsdenia jenkinsii Hook.f.
136. Marsdenia jensenii P.I.Forst.
137. Marsdenia kaalaensis Meve, Gâteblé & Liede
138. Marsdenia kaniensis Schltr.
139. Marsdenia kebarensis P.I.Forst.
140. Marsdenia kempteriana Schltr.
141. Marsdenia klossii S.Moore
142. Marsdenia koi Tsiang
143. Marsdenia koniamboensis Guillaumin
144. Marsdenia lachnostoma Benth.
145. Marsdenia lacicola P.I.Forst.
146. Marsdenia lactifera (L.) I.M.Turner
147. Marsdenia lanata (Paul G.Wilson) W.D.Stevens
148. Marsdenia latifolia (Benth.) K.Schum.
149. Marsdenia lauretiana Woodson
150. Marsdenia laurifolia (Decne.) Kloppenb.
151. Marsdenia laxiflora Donn.Sm.
152. Marsdenia leiocarpa King & Prain
153. Marsdenia liisae J.B.Williams
154. Marsdenia linearis Decne.
155. Marsdenia littoralis (Blume) P.I.Forst.
156. Marsdenia lloydii P.I.Forst.
157. Marsdenia longiflora A.Rich.
158. Marsdenia longiloba Benth.
159. Marsdenia longipedicellata P.I.Forst.
160. Marsdenia longipes W.T.Wang
161. Marsdenia loniceroides E.Fourn.
162. Marsdenia lorea S.Moore
163. Marsdenia lucida Edgew. ex Madden
164. Marsdenia ludani Juárez-Jaimes & Saynes
165. Marsdenia lyonsioides Schltr.
166. Marsdenia macfadyenii Rendle
167. Marsdenia mackeeorum Meve, Gâteblé & Liede
168. Marsdenia macrantha (Klotzsch) Schltr.
169. Marsdenia macroglossa Schltr.
170. Marsdenia macrophylla (Humb. & Bonpl. ex Schult.) E.Fourn.
171. Marsdenia magallanesiana Juárez-Jaimes
172. Marsdenia magniflora P.T.Li
173. Marsdenia mahaweeensis Kloppenb.
174. Marsdenia maingayi (Hook.f.) P.I.Forst.
175. Marsdenia malmeana W.Rothe
176. Marsdenia mayana Lundell
177. Marsdenia mayottae W.D.Stevens, Labat & F.Barthelat
178. Marsdenia medogensis P.T.Li
179. Marsdenia megalantha Goyder & Morillo
180. Marsdenia mexicana Decne.
181. Marsdenia micradenia (Benth.) P.I.Forst.
182. Marsdenia micrantha Alain
183. Marsdenia microcarpa Juárez-Jaimes & Lozada-Pérez
184. Marsdenia microlepis Benth.
185. Marsdenia microstoma Schltr.
186. Marsdenia millariae P.I.Forst.
187. Marsdenia mira P.I.Forst.
188. Marsdenia mollis Schltr.
189. Marsdenia montana Malme
190. Marsdenia muelleri (Benth.) P.I.Forst.
191. Marsdenia naiguatensis Morillo
192. Marsdenia nana Rapini & Fontella
193. Marsdenia neocaledonica Meve, Gâteblé & Liede
194. Marsdenia neomanarae Morillo
195. Marsdenia neriifolia (Decne.) Woodson
196. Marsdenia nicaraguensis W.D.Stevens
197. Marsdenia nicoyana Pittier
198. Marsdenia nigriflora Guillaumin
199. Marsdenia nitida (Poir.) Decne.
200. Marsdenia nubicola Alain
201. Marsdenia oaxacana Morillo
202. Marsdenia oblanceolata (Turrill) Omlor
203. Marsdenia obscura (Bullock) Omlor
204. Marsdenia oculata Schltr.
205. Marsdenia officinalis Y.Tsiang & P.T.Li
206. Marsdenia olgamarthae W.D.Stevens
207. Marsdenia oligantha K.Schum. ex Pilg.
208. Marsdenia oreophila W.W.Sm.
209. Marsdenia otoniensis Fontella & Morillo
210. Marsdenia oubatchensis Schltr.
211. Marsdenia ovata E.Fourn.
212. Marsdenia pachyglossa (Schltr.) P.I.Forst.
213. Marsdenia paludicola P.I.Forst.
214. Marsdenia panamensis Spellman
215. Marsdenia papillosa P.I.Forst.
216. Marsdenia papuana Schltr.
217. Marsdenia paraguaiensis Morillo
218. Marsdenia parva P.I.Forst.
219. Marsdenia parvifolia Brandegee
220. Marsdenia paulforsteri Meve, Gâteblé & Liede
221. Marsdenia peraffinis S.F.Blake
222. Marsdenia pergulariiformis Schltr.
223. Marsdenia philippinensis Schltr.
224. Marsdenia pickelii Fontella & Morillo
225. Marsdenia pierrei Costantin
226. Marsdenia pinetorum Standl. & L.O.Williams
227. Marsdenia pleiadenia (F.Muell.) P.I.Forst.
228. Marsdenia poioensis P.I.Forst.
229. Marsdenia popoluca Juárez-Jaimes & A.Campos
230. Marsdenia praestans Schltr.
231. Marsdenia primulina P.I.Forst.
232. Marsdenia pringlei S.Watson
233. Marsdenia propinqua Hemsl.
234. Marsdenia pseudoedulis Woodson
235. Marsdenia pseudoparsonsia Guillaumin
236. Marsdenia pseudotinctoria Tsiang
237. Marsdenia pulchella Hand.-Mazz.
238. Marsdenia pumila P.I.Forst.
239. Marsdenia purpurella Fernando & Rodda
240. Marsdenia purpusiana W.D.Stevens
241. Marsdenia quadrata P.I.Forst.
242. Marsdenia quadrialata Choux
243. Marsdenia queirozii Fontella
244. Marsdenia raoulii Guillaumin
245. Marsdenia rara P.I.Forst.
246. Marsdenia raziana Yogan. & Subr.
247. Marsdenia ridleyi P.I.Forst.
248. Marsdenia riparia Morillo & D.L.Spellman
249. Marsdenia rivularis (Schltr.) P.I.Forst.
250. Marsdenia robinsonii J.R.Johnst.
251. Marsdenia robusta Balf.f.
252. Marsdenia rostrata R.Br.
253. Marsdenia rotata Schltr.
254. Marsdenia rotheana Woodson
255. Marsdenia roylei Wight
256. Marsdenia rubicunda (K.Schum.) N.E.Br.
257. Marsdenia rubrofusca E.Fourn.
258. Marsdenia rzedowskiana Juárez-Jaimes & W.D.Stevens
259. Marsdenia sarcodantha Schltr.
260. Marsdenia sarcoloboides Schltr.
261. Marsdenia saturejifolia A.Rich.
262. Marsdenia schenckii K.Schum.
263. Marsdenia schimperi Decne.
264. Marsdenia schlechteriana W.Rothe
265. Marsdenia schneideri Tsiang
266. Marsdenia scortechinii King & Gamble
267. Marsdenia secamonoides (Schltr.) Omlor
268. Marsdenia sessilifolia (E.Fourn.) Fontella
269. Marsdenia sinensis Hemsl.
270. Marsdenia smithii Morillo
271. Marsdenia spathulata P.I.Forst.
272. Marsdenia speciosa Baill.
273. Marsdenia spiralis W.Rothe
274. Marsdenia sprucei W.Rothe
275. Marsdenia squamulosa Omlor
276. Marsdenia stelostigma K.Schum.
277. Marsdenia stenantha Hand.-Mazz.
278. Marsdenia stenocentra Bakh.f.
279. Marsdenia stephanotidifolia Woodson
280. Marsdenia stevensiana Juárez-Jaimes
281. Marsdenia steyermarkii Woodson
282. Marsdenia straminea P.I.Forst.
283. Marsdenia suaveolens R.Br.
284. Marsdenia suberosa (E.Fourn.) Malme
285. Marsdenia subglobosa P.I.Forst.
286. Marsdenia suborbicularis (K.Schum.) P.I.Forst.
287. Marsdenia suffruticosa Alain
288. Marsdenia sultanis Schltr.
289. Marsdenia taylorii Schltr. & Rendle
290. Marsdenia tenacissima (Roxb.) Moon
291. Marsdenia tenii M.G.Gilbert & P.T.Li
292. Marsdenia teysmannii (Hassk.) Boerl.
293. Marsdenia tholiformis Juárez-Jaimes & L.O.Alvarado
294. Marsdenia thomasii Morillo
295. Marsdenia thyrsiflora Hook.f.
296. Marsdenia tinctoria R.Br.
297. Marsdenia tirunelvelica A.N.Henry & Subr.
298. Marsdenia tolimensis Morillo
299. Marsdenia tomentosa C.Morren & Decne.
300. Marsdenia tonkinensis Costantin
301. Marsdenia torsiva P.I.Forst.
302. Marsdenia tressensiae S.A.Cáceres & Morillo
303. Marsdenia tricholepis (Schltr.) P.I.Forst.
304. Marsdenia trilobata P.I.Forst.
305. Marsdenia trinervis (R.Br.) P.I.Forst.
306. Marsdenia trivirgulata Bartlett
307. Marsdenia troyana Urb.
308. Marsdenia truncata Jum. & H.Perrier
309. Marsdenia tubularis L.O.Williams
310. Marsdenia tubulosa F.Muell.
311. Marsdenia tumida P.I.Forst.
312. Marsdenia tylophoroides Schltr.
313. Marsdenia ulei Schltr. & W.Rothe
314. Marsdenia umbellata Griseb.
315. Marsdenia undulata (Jacq.) Dugand
316. Marsdenia vajanicum P.I.Forst.
317. Marsdenia variabilis P.I.Forst.
318. Marsdenia variifolia Guillaumin
319. Marsdenia velutina R.Br.
320. Marsdenia venusta P.I.Forst.
321. Marsdenia veronicae W.D.Stevens
322. Marsdenia verrucosa Decne.
323. Marsdenia vieillardii Baill.
324. Marsdenia vinciflora Griseb.
325. Marsdenia virgultorum (E.Fourn.) W.Rothe
326. Marsdenia viridiflora R.Br.
327. Marsdenia vohiborensis Choux
328. Marsdenia volcanica P.I.Forst.
329. Marsdenia warburgii Schltr.
330. Marsdenia wariana Schltr.
331. Marsdenia weberbaueri W.Rothe
332. Marsdenia weberlingiana Liede
333. Marsdenia weddellii (E.Fourn.) Malme
334. Marsdenia woodburyana Acev.-Rodr.
335. Marsdenia xerohylica Dugand
336. Marsdenia yuei M.G.Gilbert & P.T.Li
337. Marsdenia yunnanensis (H.Lév.) Woodson
338. Marsdenia zehntneri Fontella
339. Marsdenia zimapanica Hemsl.